# Тотальный футбол
 «Тотальный» футбол  — тактическая схема, согласно которой игрок по мере необходимости заменяет других футболистов на их позициях, будь то позиция защитника, полузащитника или нападающего, что позволяет сохранить общую структуру командной игры, не позволяя ей распасться из-за отсутствия по какой-либо причине того или иного футболиста на заранее отведенном ему участке поля. В этой «текучей» системе могут присутствовать игроки без заранее определённой позиции, любой футболист может, в зависимости от обстоятельств, выступить в роли нападающего, полузащитника или защитника.
Тактический успех «Тотального футбола» зависит в значительной степени от умения каждого футболиста выполнять те новые задачи, которые на него возложит сложившаяся в данный отрезок времени игровая ситуация. Схема предусматривает наличие игроков, хорошо обученных тактически и физически выносливых. Концепция тотального футбола придает огромное значение быстроте игроков. 

## История
Основу для «тотального футбола» заложили ещё до нидерландских специалистов английский тренер Джек Рейнолдс, который был главным тренером «Аякса» из Амстердама в 1915—1925, 1928—1940 и 1945—1947 годах, и тренер «золотой команды Венгрии» Густав Шебеш.
Ринус Михелс, который играл под руководством Рейнолдса и позже стал главным тренером «Аякса», стал развивать тактическую схему «тотального футбола» (Totaalvoetbal на нидерландском языке). В 1970-х годах Михелс использовал эту схему успешно, но когда на пост тренера пришёл Штефан Ковач (Михелс ушёл в «Барселону»), схему, применявшуюся в клубе, на некоторое время забыли.
Звезда «Аякса» Йохан Кройф был на поле центральным нападающим, на протяжении всего матча он перемещался по всему полю. Именно перемещение по полю приводило к ошибкам противоборствующей команды; команда, применявшая «тотальный футбол», как правило, имела огромное преимущество над соперником.
Место игрока и создание моментов были жизненно важны для тактики «тотального футбола»; защитник «Аякса» Барри Хюльсхофф объяснил, как команда выиграла европейский кубок в 1971, 1972 и 1973 годах: «Мы обсуждали это всё время. Кройф всегда говорил, что мы должны бежать тогда, когда это нужно, стоять на месте, когда это надо».
После финального матча за кубок чемпионов 1972 года, когда «Аякс» победил итальянский «Интер» со счётом 2:0, все европейские газеты вышли с заметкой: «Смерть катеначчо, триумф тотального футбола». Нидерландская газета «Algemeen Dagblad» написала: «Тактика „Интера“ подавлена. Защитный футбол разрушен».

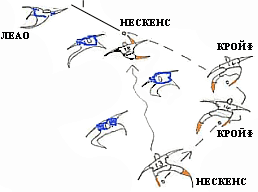
Схема гола Йохана Нескенса, забитого в ворота бразильцев

Ринус Михелс в 1974 году был назначен главным тренером сборной Нидерландов, которой предстояло играть на Чемпионате мира. Сборная в основном состояла из игроков «Аякса» и «Фейеноорда», только один из игроков сборной (Роб Ренсенбринк) выступал в Бельгии и не имел понятия о «тотальном футболе», хотя постепенно он приспособился к новой для него тактической схеме. Во время турнира Нидерланды сначала одержали крупные победы над сборной Аргентины 4:0, ГДР 2:0, и Бразилии 2:0.
В финале сборная ФРГ смогла противостоять «тотальному футболу» и победила 2:1. В том матче сначала на 2-й минуте с пенальти, заработанного Кройфом, забил полузащитник Нидерландов Йохан Нескенс. В конце матча Кройф, которому противостоял Берти Фогтс, был уже незаметен на поле. В центре поля у Германии доминировали Франц Беккенбауэр, Ули Хёнесс и Вольфганг Оверат. В итоге сборная Германии ответила голами Пауля Брайтнера и Герда Мюллера.
Сборную Австрии называли в 1930-х удивительной командой (Вундертим), так как именно Австрия первой из национальных сборных играла в «тотальный футбол»; точнее, это было только первое зарождение этого стиля. Неудивительно, что «тотальный футбол» (в полном смысле этого выражения) появился в Нидерландах, так талантливый австрийский игрок 1940-х и 1950-х Эрнст Хаппель был тренером в Нидерландах в конце 1960-х и в начале 1970-х. Он вводил в тактику команд («АДО Ден Хааг» и «Фейеноорд») более жёсткий стиль, он также тренировал сборную Нидерландов на Чемпионате мира 1978, где команда снова дошла до финала и снова его проиграла.
В СССР образцом «тотального футбола» было киевское «Динамо». С приходом на пост тренера Валерия Лобановского в 1974 году тактические составляющие кардинально поменялись. На первый план пришла высокая физическая подготовка и коллективизм. Благодаря высшему классу таких футболистов, как Олег Блохин, Игорь Беланов, Владимир Мунтян, Александр Заваров, команда имела успех в еврокубках.
Триумфом постсоветской школы тотального футбола и, в частности, киевского «Динамо» под руководством Лобановского стал разгром «Барселоны» в 1997 году со счетом 3:0 дома и 0:4 в гостях.
В 1987 году продолжателем теории «голландской системы» стал итальянский «Милан». Благодаря нидерландскому трио Рууд Гуллит — Марко Ван Бастен — Франк Райкард «россонери» того времени дважды выигрывали Лигу чемпионов и Суперкубок УЕФА.

## Тотальный футбол — плюсы и минусы
Преимуществами данной тактической схемы является вариативность при атаке, широта действий за счет вингеров, в каждой линии есть игроки, поддерживающие атаку, высокий прессинг, мобильность при перестроении.
Недостатками же классического тотального футбола можно назвать «выключение» увлекшихся атакующих игроков из числа обороняющихся всего лишь одним длинным точным пасом. В современном тотальном футболе игроки должны иметь хорошую физическую готовность и выносливость для постоянного перемещения в атаку и оборону. Полузащитники должны быть взаимозаменяемыми, должны быть универсалами, схема игры сложна для отработки, но считается наиболее эффективной при использовании.

## Клубные команды и сборные, использующие или использовавшие «тотальный футбол»
- «Аякс»
- «Арсенал»
- «Бавария»
- «Барселона»
- «Динамо (Киев)»
- «Милан»
- Сборная Венгрии
- Сборная Нидерландов
- «Манчестер Сити»